# SIGINT Activity Designator

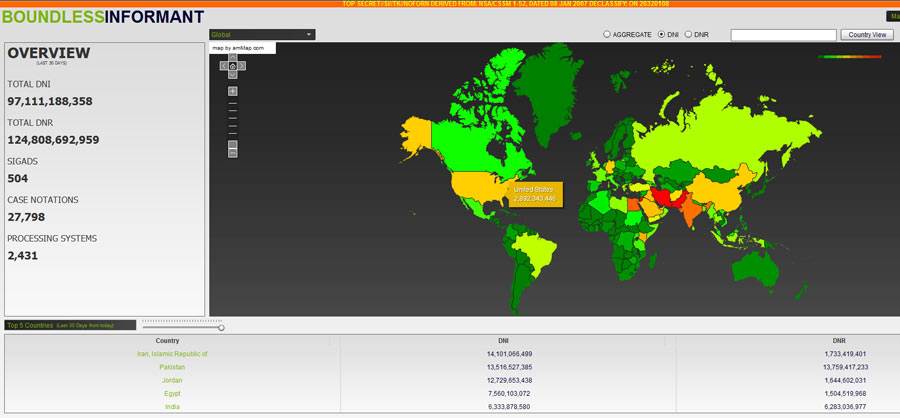
Capture écran du système Boundless Informant en mars 2013

Un SIGINT Activity Designator (ou SIGAD) est un indicateur alphanumérique qui identifie une station d'écoute électronique, comme une base ou un navire, pour collecter du renseignement d'origine électromagnétique (ROEM ou en anglais : SIGINT).

## Présentation
Cet indicateur est utilisé pour désigner les installations appartenant essentiellement aux Five Eyes (Australie, Canada, États-Unis, Nouvelle-Zélande et Royaume-Uni); ces pays sont liés par des accords, dont le traité UKUSA, et fonctionnent de manière très coordonnée, à la fois pour mettre en œuvre un système de ROEM mondial (dit Echelon), partager les efforts en matière de cryptanalyse, partager les renseignements bruts et les analyses de renseignement qui en sont tirées.
Depuis la Seconde Guerre mondiale, plusieurs milliers de SIGAD ont été assignés.
En mars 2013, selon des documents dévoilés par Edward Snowden, et en particulier ceux concernant le système Boundless Informant, 504 SIGAD étaient actifs et fournissaient de l'information à la NSA,.

## Format général
Un SIGAD est composé de cinq à huit caractères alphanumériques, non sensibles à la casse. Il est habituellement normalement composé d'un préfixe de deux ou trois lettres suivies par un à quatre chiffres,,:
- Les deux premiers caractères indiquent le pays qui exploite l'installation de SIGINT. Une troisième lettre montre quel type d'organisation dirige la station d'écoute. Les SIGAD commençant par US sans une troisième lettre sont utilisés pour désigner des installations gérées par la NSA[1].
- Souvent, un tiret est utilisé pour séparer les caractères alphabétiques et numériques dans la partie principale de l'indicatif, mais moins fréquemment un espace est utilisé comme un séparateur ou les caractères alphabétiques et numériques sont enchaînés ensemble.
- Un caractère alphabétique supplémentaire peut être ajouté pour indiquer un sous-indicateur à un sous-ensemble de l'unité primaire, tel qu'un détachement.
- Enfin, un caractère numérique peut être ajoutée après la alphabétique ci-dessus pour fournir un sous-sous-indicateur.

| Code pays source                                                                            | Typologie d'entité source |  | Indicateur | Sous-indicateur |
| ------------------------------------------------------------------------------------------- | --- |  | --- | --------------- |
| - US = États-Unis - UK = Royaume-Uni - CA = Canada - AU = Australie - NZ = Nouvelle-Zélande | - A = Force aérienne (anglais : Air Force) - C = Personnel civil (anglais : Civilian Staff) - D = Détachement de l'agence nationale (anglais : detachment) - F = Installation conjointe à dominante civile (anglais : detachment) - J = Interarmées (anglais : Joint Services) - M = Armée de terre (anglais : Army) - N = Forces navales (anglais : Navy) |  | - 1 - 89 = US Army, US Navy, US Air Force - 90 - 99 = Canada - 100 - 199 = Royaume-Uni - 200 - 299 = Royaume-Uni - 300 - 399 = Australie et Nouvelle-Zélande - 400 - 499 = US Navy - 500 - 599 = US Air Force - 600 - 699 = US Army - 700 - 799 = Interarmées américain - 800 - 899 = Diverses armées américaines - 900 - 999 = NSA - 1000 - 1999 = ? - 2000 - 2999 = ? - 3100 - 3199 = NSA - 3200 - 3299 = NSA - 3300 - 3399 = NSA | x ou xn         |

Dans les exemples ci-dessous un point (".") représente un caractère alphabétique et un N représente un caractère numérique qui font partie de l'indicateur principal. De même, un point représente un caractère alphabétique et un n représente un caractère numérique qui font partie d'un sous-indicateur.
Voici des exemples génériques de SIGAD :
| - ..-N - ..-NN - ..-NNN - ..-NNNN | - ...-N - ...-NN - ...-NNN - ...-NNNN | - ..-N. - ..-N.n - ..-NN. - ..-NN.n | - ..-NNN. - ..-NNN.n - ..-NNNN. - ..-NNNN.n | - ...-N. - ...-N.n - ...-NN. - ...-NN.n | - ...-NNN. - ...-NNN.n - ...-NNNN. - ...-NNNN.n |

## Exemples de SIGAD
| SIGAD     | Description | Localisation                                                       | Date d'activité connue                        |
| --------- | --- | ------------------------------------------------------------------ | --------------------------------------------- |
| USM-1     | Unité de l'Army Security Agency (ASA)                                                                             | Vint Hill Farms Station, Virginie                                  | Site créé en 1942, fermé en 1997              |
| USM-2     | Unité de l'Army Security Agency                                                                                   | « Two Rock Ranch », Petaluma, Californie                           | Site créé en 1942, fermé en 1971              |
| USM-2     | Unité de l'Army Security Agency                                                                                   | Ambassade américaine de Moscou                                     | 1977                                          |
| USM-3     | Unité de l'Army Security Agency                                                                                   | Torii Station, Okinawa, Japon                                      | 1961-1971                                     |
| USM-4     | Unité de l'Army Security Agency                                                                                   | Asmara, Érythrée                                                   | 1950-1967                                     |
| USM-5     | | Helemano, Hawaï                                                    | Fermé en 1958                                 |
| USM-7     | | Fairbanks, Alaska                                                  | Fermé en 1953                                 |
| USM-7     | 7th Radio Research Field Station                                                                                  | Ramasun Station, Udorn, Thaïlande                                  | Créé en 1965, fermé en 1976                   |
| USM-9     | 9th ASA Field Station puis 9th RRFS                                                                               | Les Pinas, Philippines                                             | 1946                                          |
| USM-9D    | | Nha Trang, Viêt Nam du Sud                                         | Juin 1961                                     |
| USM-9K    | 3rd Radio Research Unit puis 175th Radio Research Company                                                         | Davis Station, Tan Son Nhut AFB, Viêt Nam du Sud                   | 1961-1967                                     |
| USN-12    | |                                                                    | 1967                                          |
| USN-13    | | Adak, Alaska                                                       | Fermé en 1996                                 |
| USN-16    | |                                                                    | 1967                                          |
| USN-18    | | Dupont, Caroline du Sud                                            | 1949                                          |
| USN-18    | | Panama                                                             | 1977                                          |
| USN-24    | |                                                                    | 1967                                          |
| USN-27    | Naval Communications Station (NAVCOMMSTA)                                                                         | San Miguel, Luçon, Philippines                                     | 1959-1961                                     |
| USN-27J   | | Phu Bai, Viêt Nam du Sud                                           | 1964-? (par la suite USN-842, fermée en 1971) |
| USA-29    | 6994th Security Squadron, 7th Radio Research Field Station                                                        | Ramasun Station, Udorn, Thaïlande                                  | Novembre 1967-?                               |
| USA-30    | | Wakkanai, Japon                                                    | 1969, transférée aux Japonais en 1975         |
| USA-31    | | Osan, Corée du Sud                                                 | 1969                                          |
| USA-32    | Detachment 2, 6925th Security Group                                                                               | Danang, Viêt Nam du Sud                                            | 1967-1970                                     |
| USA-34    | 3rd Radio Squadron Mobile                                                                                         | Elmendorf AFB, Alaska                                              | 1955                                          |
| USM-35    | 60th Signal Service Company                                                                                       | Corée                                                              | 1951                                          |
| USA-36    | |                                                                    | 1967                                          |
| USA-38    | 6920th Electronic Security Group                                                                                  | Misawa AB, Japon                                                   | 1983                                          |
| USN-39    | | Misawa AB, Japon                                                   | 1956, 1969                                    |
| USN-39P   | |                                                                    | 1969                                          |
| USA-50    | 6950th Security Group                                                                                             | RAF Chicksands                                                     | 1976                                          |
| USA-53    | | Bremerhaven, Allemagne de l'Ouest                                  | 1964                                          |
| USA-57    | 6925th Radio Squadron, Mobile                                                                                     | Clark AFB, Philippines                                             | 1959-1961                                     |
| USA-57    | 6922nd Security Wing                                                                                              | Clark AFB, Philippines                                             | Juillet 1965-?                                |
| USA-58    | | Hakata                                                             | 1969                                          |
| USF-61    | Probablement une base de la CIA transférée en 1956 à la NSA                                                       | Nicosie, Chypre                                                    | 1956                                          |
| USA-70    | | Marienfelde, Berlin-Ouest                                          | 1964                                          |
| USA-73    | | Hof, Allemagne de l'Ouest                                          | 1964                                          |
| USM-76    | | Panama, détachement à Beacon Hill                                  | 1976                                          |
| CAF-90    | | Gander                                                             | 1942-toujours en service en 2013              |
| CAF-91    | | Masset                                                             | 1944-1945 et 1949-toujours en service en 2013 |
| CAN-92    | | Aklavik                                                            | 1949-1961                                     |
| CAF-92    | | Inuvik                                                             | 1961-1986                                     |
| CAM-93    | | Ladner                                                             | 1949-1971                                     |
| CAN-94    | | Chimo, puis Frobisher Bay                                          | 1953-1967                                     |
| CAA-95    | | Whitehorse                                                         | 1948-1968                                     |
| CAN-96    | | Coverdale                                                          | 1942-1971                                     |
| CAN-97    | | Gloucester                                                         | 1943-1972                                     |
| CAF-98    | | SFC Leitrim                                                        | 1942-toujours en service en 2013              |
| CAN-99    | | Churchill                                                          | 1948-1968                                     |
| CAF-99    | | Cryptologic Direct Support Elements (CDSE)                         | [ 42 ]                                        |
| UKC-102   | GCHQ | Chai Keng, Singapour                                               | ~1949-1971                                    |
| USD-110   | | Yakima, État de Washington (?)                                     | 1991                                          |
| UKC-201   | GCHQ | Hong Kong                                                          | Fin années 1970-1994                          |
| UKM-257   | 9th Signal Regiment                                                                                               | Ayios Nikolaos, Chypre                                             | [ 46 ]                                        |
| UKA-277B  | | Teufelsberg, Berlin-Ouest                                          | 1964                                          |
| NZC-331   | GCSB | Waiouru, Nouvelle-Zélande                                          | Créé en 1948, fermé en 1982                   |
| NZC-332   | GCSB | Tangimoana, Nouvelle-Zélande                                       | Créé en 1982                                  |
| NZC-333   | GCSB | Waihopai, Nouvelle-Zélande                                         | Créé en 1989                                  |
| NZC-334   | GCSB | Station mobile à bord de la frégate HMNZS Canterbury               | [ 48 ]                                        |
| NZC-335   | GCSB | Station mobile à bord de la frégate HMNZS Wellington               | [ 48 ]                                        |
| USN-413   | 2nd Marine Radio Battalion                                                                                        | Détachement au Liban                                               | 1983                                          |
| USN-414   | 1st Composite Radio Company puis 1st Radio Battalion                                                              | Kaneohe, Hawaï                                                     | 1962                                          |
| USN-414A  | Détachement de la 1st COMRADCO auprès de la JTF-116                                                               |                                                                    | Créé en 1962                                  |
| USN-414J  | | Danang, Viêt Nam du Sud                                            | Fermé en 1972                                 |
| USN-414J4 | | Khe Sanh, Viêt Nam du Sud                                          | Créé en août 1967                             |
| USN-414T  | Détachement de la 1st COMRADCO                                                                                    | Pleiku puis Phu Bai, Viêt Nam du Sud                               | Créé en 1962                                  |
| USN-467   | SIGAD générique pour les unités SIGINT navales                                                                    |                                                                    | [ 54 ]                                        |
| USN-467N  | Détachement du Naval Security Group                                                                               | USS Maddox, Golfe du Tonkin                                        | 1964                                          |
| USN-467Y  | Détachement du Naval Security Group                                                                               | USS Pueblo, mer du Japon                                           | 1967-1968                                     |
| USA-516   | | Eielson AFB, Alaska                                                | Fermé en 1973                                 |
| USA-522J  | | Cam Ranh Bay, Viêt Nam du Sud                                      | Fermé en 1970                                 |
| USA-556   | |                                                                    | 1967                                          |
| USA-561   | | Tan Son Nhut, Viêt Nam du Sud                                      | Fermé en 1972                                 |
| USA-562   | | Phu Cat, Viêt Nam du Sud                                           | Fermé en 1972                                 |
| USA-563   | | Danang, Viêt Nam du Sud                                            | Fermé en 1972                                 |
| USM-604   | 330th Radio Research Company                                                                                      | Pleiku, Viêt Nam du Sud                                            | 1966-1971                                     |
| USM-605   | | Camp Eagle, Viêt Nam du Sud                                        | Fermé en 1971                                 |
| USM-607   | | Can Tho, Viêt Nam du Sud                                           | Fermé en 1971                                 |
| USM-613   | 313th Radio Research Battalion (HHC)                                                                              | Nha Trang, Viêt Nam du Sud                                         | 1966-1970                                     |
| USM-614   | 303rd Radio Research Battalion (HHC)                                                                              | Bien Hoa, Viêt Nam du Sud                                          | 1966-1970                                     |
| USM-615   | 335th Radio Research Company                                                                                      |                                                                    | [ 61 ]                                        |
| USM-616   | 856th Radio Research Detachment                                                                                   | Xuan Loc, Viêt Nam du Sud                                          | Fermé en 1970                                 |
| USM-617   | 408th Radio Research Detachment                                                                                   |                                                                    | [ 62 ]                                        |
| USM-620K  | | Berlin-Ouest                                                       | 1964                                          |
| USM-624   | 244th Radio Research Battalion (Aviation)                                                                         | Long Thanh, Viêt Nam du Sud                                        | Fermé en 1973                                 |
| USM-624A  | 138th Radio Research Company (Aviation)                                                                           |                                                                    | [ 62 ]                                        |
| USM-624B  | 144th Radio Research Company (Aviation)                                                                           |                                                                    | [ 62 ]                                        |
| USM-624C  | 146th Radio Research Company (Aviation)                                                                           |                                                                    | [ 62 ]                                        |
| USM-624D  | 156th Radio Research Company (Aviation)                                                                           | Can Tho, Viêt Nam du Sud                                           | [ 63 ]                                        |
| USM-625   | | Helemano, Hawaï                                                    | Fermé en 1967                                 |
| USM-626   | 175th Radio Research Company                                                                                      | Bien Hoa, Viêt Nam du Sud                                          | 1967-1971                                     |
| USM-626J  | | Phu Bai, Viêt Nam du Sud                                           | 1964                                          |
| USM-628   | 404th Radio Research Battalion                                                                                    | Bien Hoa, Viêt Nam du Sud                                          | Fermé en 1970                                 |
| USM-629   | 337th Radio Research Company                                                                                      |                                                                    | [ 62 ]                                        |
| USM-630   | 406th Radio Research Battalion                                                                                    |                                                                    | [ 62 ]                                        |
| USM-631   | 371st Radio Research Company                                                                                      | Phouc Vinh, Viêt Nam du Sud                                        | Fermé en 1970                                 |
| USM-633   | 372nd Radio Research Company                                                                                      | Cu Chi, Viêt Nam du Sud                                            | Fermé en 1970                                 |
| USM-634   | 374th Radio Research Company                                                                                      | Pleiku, Viêt Nam du Sud                                            | Fermé en 1970                                 |
| USM-636   | 409th Radio Research Detachment                                                                                   | Di An, Viêt Nam du Sud                                             | Fermé en 1970                                 |
| USM-636   | | Helemano, Hawaï                                                    | Fermé en 1976                                 |
| USM-638   | | Cam Ranh Bay, Viêt Nam du Sud                                      | Fermé en 1970                                 |
| USM-645   | 407th Radio Research Detachment                                                                                   | Quang Tri, Viêt Nam du Sud                                         | Fermé en 1970                                 |
| USM-649   | 328th Radio Research Company                                                                                      | Chu Lai, Viêt Nam du Sud                                           | Fermé en 1970                                 |
| USM-653   | 403rd Radio Research (Special Operations Detachment)                                                              | Nha Trang, Viêt Nam du Sud                                         | Fermé en 1970                                 |
| USM-704   | 509th ASA Group                                                                                                   | Saigon, Viêt Nam du Sud                                            | 1964-1973                                     |
| USM-794   | | Saigon, Viêt Nam du Sud                                            | Fermé en 1975                                 |
| USF-778   | | Bad Aibling, Allemagne                                             | [ 44 ]                                        |
| USM-801   | 370th ASA Operations Company                                                                                      | Vint Hill Farms Station, Virginie                                  | Établie à la fin des années 1960              |
| USM-808   | 8th Radio Research Unit puis 8th RRFS                                                                             | Phu Bai, Viêt Nam du Sud                                           | 1964-1973                                     |
| USM-818   | Lié à la CTF-76 ?                                                                                                 |                                                                    | 1964                                          |
| USN-842   | | Phu Bai, Viêt Nam du Sud                                           | Fermé en 1971                                 |
| USN-843   | | Danang, Viêt Nam du Sud                                            | Fermé en 1972                                 |
| USN-855   | | USS Liberty                                                        | 1967                                          |
| US-985D   | SIGAD de Third Party pour la France                                                                               | inconnue                                                           | 2012-2013                                     |
| US-987L   | Site de la République Fédérale d'Allemagne                                                                        |                                                                    | 1964                                          |
| US-987LA  | SIGAD de Third Party pour l'Allemagne                                                                             | Station du BND à Bad Aibling                                       | 2012-2013                                     |
| US-987LB  | SIGAD de Third Party pour l'Allemagne                                                                             | Interceptions du BND en Afghanistan                                | 2012-2013                                     |
| UKC-1000  | British Telecom sous direction du GCHQ                                                                            | 8 Palmer Street, Londres                                           | 1991                                          |
| USD-1000  | | Menwith Hill, Angleterre                                           | [ 44 ]                                        |
| USD-1025  | Officier de liaison de la NSA au GCHQ                                                                             | Cheltenham, Angleterre                                             | [ 44 ]                                        |
| US-3136   | SIGAD générique pour la collecte « Close Access » domestique                                                      | Sur le territoire américain                                        | 2010                                          |
| US-3136OF | Collecte depuis des implants informatiques (HIGHLANDS)                                                            | Mission permanente de la France auprès des Nations unies, New York | 2010                                          |
| US-3136VC | Collecte d'écrans d'ordinateurs (VAGRANT)                                                                         | Mission permanente de la France auprès des Nations unies, New York | 2010                                          |
| US-3136UC | Collecte depuis des implants informatiques (HIGHLANDS)                                                            | Ambassade de France, Washington DC                                 | 2010                                          |
| US-3136LO | Collecte via le Public Branch Exchange Switch (PBX)                                                               | Ambassade de France, Washington DC                                 | 2010                                          |
| US-3136SU | Image disque dur (LIFESAVER)                                                                                      | Ambassade d'Italie, Washington DC                                  | 2010                                          |
| US-3136MV | Collecte depuis des implants informatiques (HIGHLANDS)                                                            | Ambassade d'Italie, Washington DC                                  | 2010                                          |
| US-3136PD | Collecte avec une technique appelée COOP                                                                          | Objectif inconnu, à New York                                       | 2010                                          |
| US-3136BE | Image disque dur (LIFESAVER)                                                                                      | Ambassade du Brésil, Washington DC                                 | 2010                                          |
| US-3136SI | Collecte depuis des implants informatiques (HIGHLANDS)                                                            | Ambassade du Brésil, Washington DC                                 | 2010                                          |
| US-3136VQ | Collecte depuis des implants informatiques (HIGHLANDS)                                                            | Mission du Brésil auprès des Nations unies, New York               | 2010                                          |
| US-3136HN | Collecte d'écrans d'ordinateurs (VAGRANT)                                                                         | Mission du Brésil auprès des Nations unies, New York               | 2010                                          |
| US-3136LJ | Image disque dur (LIFESAVER)                                                                                      | Mission du Brésil auprès des Nations unies, New York               | 2010                                          |
| US-3137   | SIGAD générique pour la collecte « Close Access » à l'étranger utilisant une opération à étapes multiples (GENIE) | En dehors du territoire américain                                  | 2010                                          |
| US-3138   | STARRUBY (trashint)                                                                                               |                                                                    | 2010                                          |